# 洛娜·科恩
洛娜·科恩（俄語：Леонтина Владиславовна Коэн，Leontina Vladislavovna Koen；1913年1月11日—1992年12月23日），原名萊昂蒂娜·特蕾莎·佩特卡，又名海倫·克羅格，是一位為美國從事間諜活動的蘇聯人。她以其將原子彈圖紙從洛斯阿拉莫斯走私出去的角色而聞名。在與莫里斯·科恩結婚之前，她是一位共產主義活動家。由於他們的共產主義信仰，這對夫婦成為了間諜。
他們於1961年在英國被捕，並於次年被判犯有為蘇聯從事間諜活動的罪行。在服完部分刑期後，洛娜·科恩和她的丈夫於1969年被英國交換。他們在莫斯科度過了餘生，教授間諜技能。

## 另見
- 俄羅斯聯邦女英雄名單

## 引用來源
- Carr, Barnes (2016) Operation Whisper: The Capture of Soviet Spies Morris and Lona Cohen. Lebanon NH: The University Press of New England. ISBN 9781611688092
- Lee, Sabine. . Intelligence and National Security. Winter 2002, 17 (4): 77–99. ISSN 0268-4527. S2CID 154260723. doi:10.1080/02684520412331306650.
- Peierls, Rudolf. . Princeton, New Jersey: Princeton University Press. 1985. ISBN 0-691-08390-8. OCLC 925040112.

## 進一步閱讀
- Albright, Joseph; Kunstel, Marcia. . New York: Times Books. 1997: 244–253. ISBN 9780812928617.
- Haynes, John Earl; Klehr, Harvey. . New Haven: 耶魯大學出版社. 1999: 316, 317–319, 320, 321, 334. ISBN 0-300-08462-5.
- Russian Federal Foreign Intelligence Service. . Moscow: Russian Federal Foreign Intelligence Service. 1995.
- Trahair, Richard C.S.; Miller, Robert. . New York: Enigma Books. 2009. ISBN 978-1-929631-75-9.
- West, Rebecca. . New York: Viking. 1964: 281–288.
- BBC. . March 13, 1961  [2025-04-29]. （原始内容存档于2008-03-05）. 包括關於克羅格夫婦/科恩夫婦返回蘇聯的影片新聞報導，以及對前外交大臣 喬治·布朗的採訪。
- Chervonnaya, Svetlana. . PBS.   [2025-04-29]. （原始内容存档于2025-01-20）.
- 聯邦調查局. .   [2025-04-29]. （原始内容存档于2024-12-05）.
- 俄羅斯聯邦對外情報局 (SVR) （页面存档备份，存于） （俄語）